# マリ共和国の世界遺産

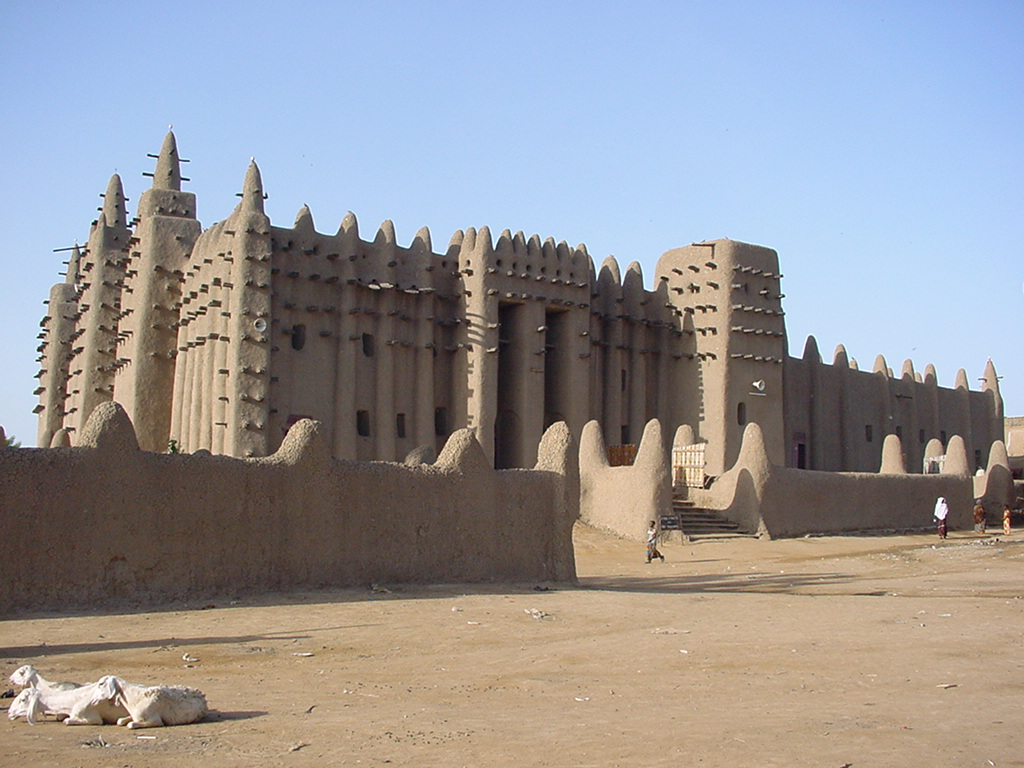
ジェンネ旧市街

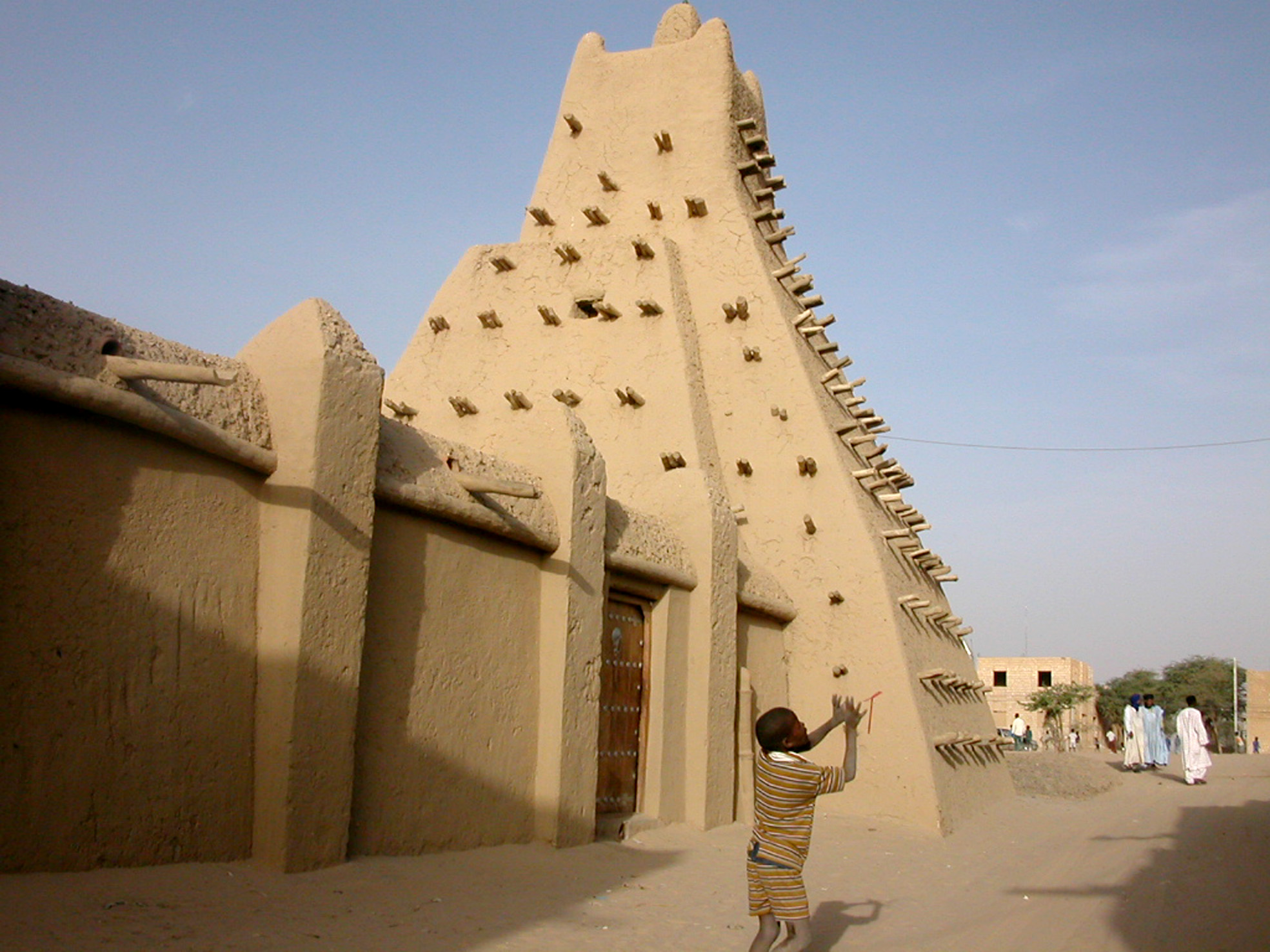
トンブクトゥ

マリ共和国の世界遺産（マリきょうわこくのせかいいさん）はユネスコの世界遺産に登録されているマリ共和国の文化・自然遺産の一覧。

## 文化遺産
- ジェンネ旧市街 -（1988年）
- トンブクトゥ -（1988年）
- アスキアの墓 -（2004年）

## 自然遺産
なし

## 複合遺産
- バンディアガラの断崖（ドゴン人の地） -（1989年）